# 井阪隆一
井阪隆一（日语：いさか りゅういち，1957年10月4日—），出生於日本東京都的企業家，是前任柒和伊控股的代表取締役社長。

## 生平
他從東京都立駒場高等学校畢業後，就讀青山學院大學法律系畢業後，於1980年進入日本7-Eleven便利商店，歷任產品本部的採購、食品部部長兼任董事。2009年5月他升任7-Eleven社長，也擔任柒和伊控股的董事。2018年成為日本經濟團體聯合會理事會副會長，2020年擔任日本央行日本銀行顧問。
2016年5月起成為柒和伊控股的社長，當中長達九年的時間，任內成功收購美國7-Eleven通路，面對各種商場挑戰仍舊持續領導公司，直到2025年3月的董監事會議後，才卸任社長。